# Яременко Сергій Іванович
Сергі́й Іва́нович Яре́менко (* 10 жовтня 1912) — композитор, скрипаль і диригент родом з Бессарабії; закінчив Музичну консерваторію в Чернівцях (1941).
З 1944 працював у Нідерландах як учитель музики й диригент, з 1952 в Канаді.
Твори: поема і балада для симфонічного оркестру, квінтет для духових інструментів, твори для фортепіано, для скрипки з фортепіано, солоспіви, хорові твори, служба Божа.
У 1956 році створив музику до сценічної інсценізації казки І. Франка «Лис Микита».
Був диригентом оркестрів, хорів, керівником музичної студії.